# Milford (contea di Bucks)
Milford  è una township degli Stati Uniti d'America, nella contea di Bucks nello Stato della Pennsylvania. Secondo il censimento del 2010 la popolazione è di 9.902 abitanti.

## Società

### Evoluzione demografica
La composizione etnica vede una maggioranza di quella bianca (97,75%), seguita dagli afroamericani (0,69%) dati del 2000.
| township di Milford Popolazione |       |
| 2000                            | 8.810 |
| 2010                            | 9.902 |